# 日本における喫茶店の歴史

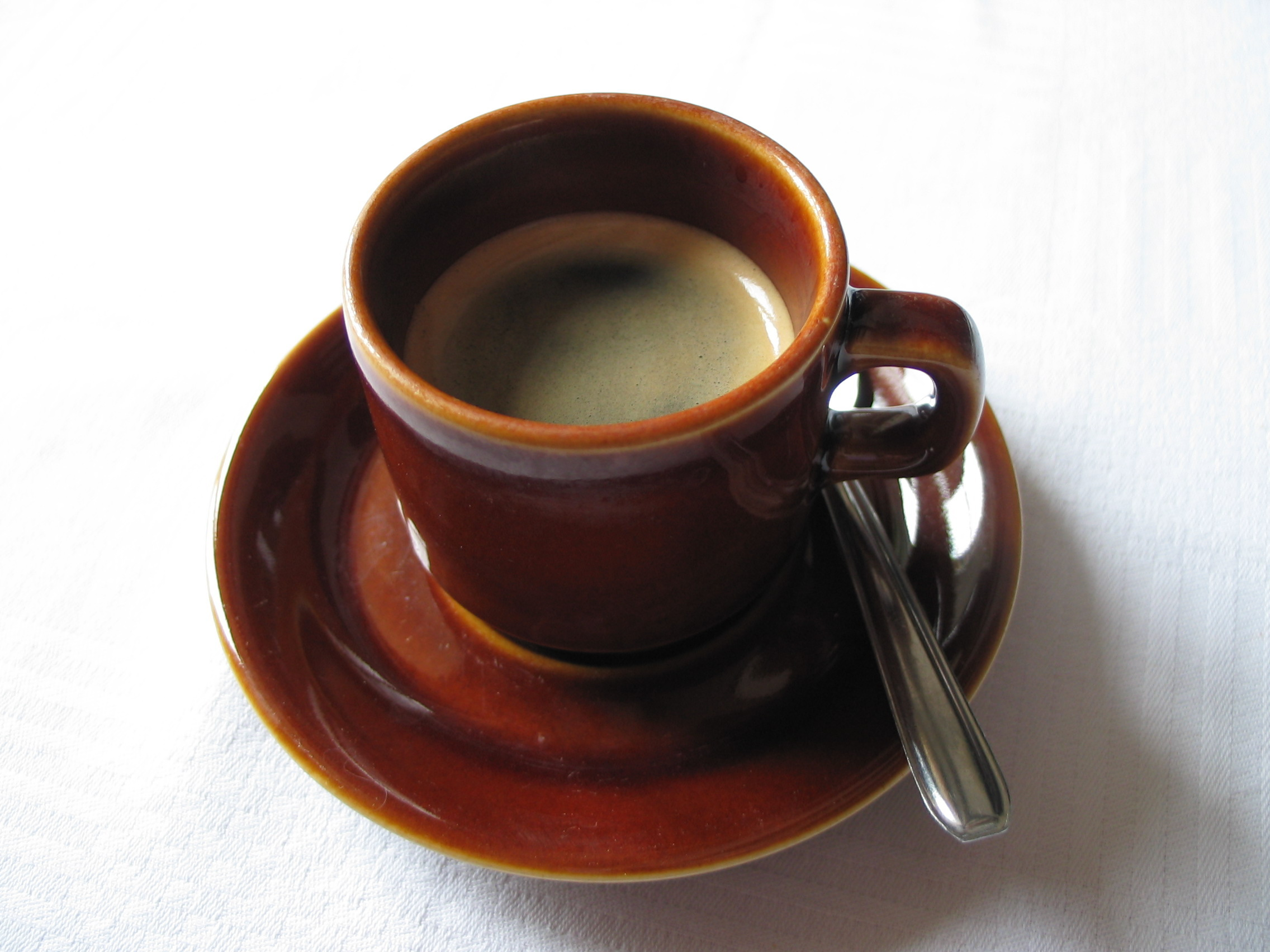
喫茶店は日本においても一般庶民の憩いの場である。

日本における喫茶店の歴史（にほんにおけるきっさてんのれきし）では、日本国内での喫茶店・カフェの歴史について記述する。

## 歴史

### コーヒーの伝来
日本にコーヒーが伝来したのは江戸時代徳川綱吉の頃で、長崎の出島においてオランダ人に振舞われたのが最初であると考えられている。大田南畝の『瓊浦又綴』には「焦げ臭くして味ふるに堪えず」とあり、日本人の味覚には合わず受け入れられなかったことが記されている。その後、黒船来航と共に西洋文化が流入し、長崎、函館、横浜などの開港地を中心として西洋料理店が開店するようになり、そのメニューの一部としてコーヒーが一般庶民の目に触れるようになる。慶応2年（1866年）に輸入関税が決定され、正式にコーヒーが輸入された1877年（明治10年）頃になると、日本でもコーヒーを商品として取り扱う地盤が出来上がった。
日本で正式なコーヒー輸入が始まる前から、横浜居留地内では既にコーヒーハウスを兼ねた休憩所が営業していた。1864年にビクトリア・コーヒーハウスとカフェ・デュ・ジャポン、アリイエ・カフェなどが、1870年にカフェ・デュ・コメルスが開店したことが確認されている。明治の初め頃、横浜居留地へ異人館見物に来た人に対して、その家で働くコックが50銭をもらいうけて外国人を見物させ、コーヒーを飲ませていたという記述がある。その際に「コーヒーが毒じゃないかというので見物人が大騒ぎした」と伝えられている。
1874年（明治7年）には神戸元町に「放香堂」が開店（天保年間創業、現在も神戸市中央区元町通りに現存）、1886年（明治19年）には東京日本橋に「洗愁亭」が開店し、これらの店でコーヒーが提供された。なお、1876年には下岡蓮杖が浅草寺境内に「油絵茶屋」を開設したと伝えられるが、明治9年4月7日付「東京繪入新聞」以外に裏付けとなる文献は見あたらないため、信憑性に疑問が残る。また店名に関して「油絵茶屋」「コーヒー茶屋」というふたつの説がみられる。

### 戦前の喫茶店

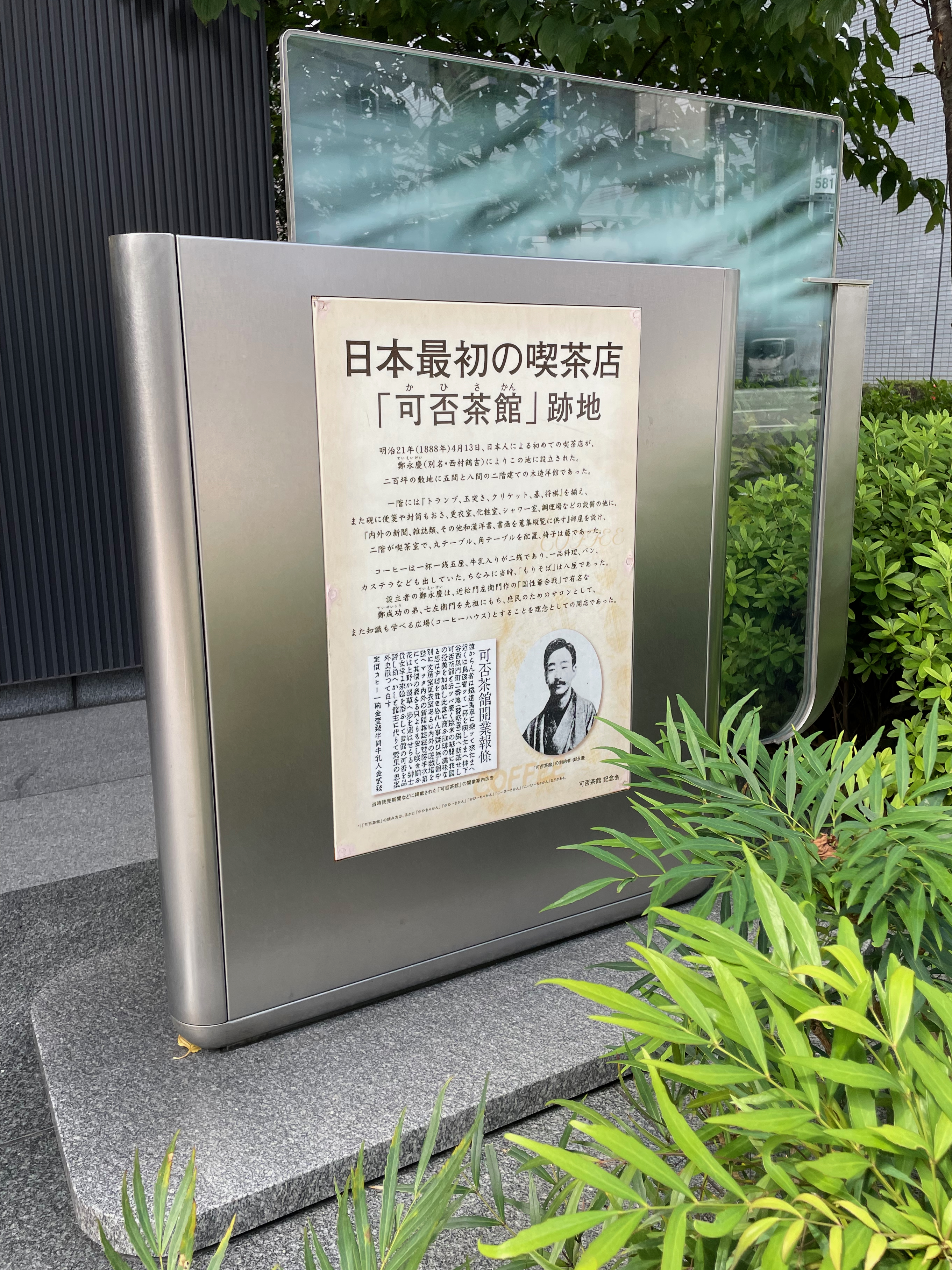
日本最初の喫茶店「可否茶館」跡地の碑

現代に見られるような本格的な喫茶店の形態を初めて持ったのは、1888年（明治21年）に開店した「可否茶館」である。勤めていた外務省を辞めた鄭永慶（てい えいけい）が、現在の台東区上野に開店した「可否茶館」は現代の複合喫茶の様相で、トランプやビリヤードなどの娯楽品、国内外の新聞や書籍、化粧室やシャワー室などが備えられていた。鄭は「コーヒーを飲みながら知識を吸収し、文化交流をする場」として広めようとした。当時ブラックコーヒー一杯の値段は一銭五厘、牛乳入りコーヒーは二銭だったが、蕎麦が八厘から一銭だったことを考えると高価な飲み物だった。しかし店の経営が振るわなかったことに加え、鄭は投資にも失敗して多額の借金を抱えたため、1892年（明治25年）にその幕を下ろし、鄭は日本を去って偽名でアメリカ合衆国に密航した。
それからしばらく経った1911年（明治44年）、画家の松山省三、平岡権八郎、小山内薫がパリのカフェをイメージして4月に開店した「カフェー・プランタン」をはじめ、水野龍の「カフェー・パウリスタ」、築地精養軒の「カフェー・ライオン」など、銀座にカフェーと称する店が相次いで誕生した。それぞれの店は独自色を打ち出し、「カフェー・プランタン」は会員制サロン風カフェとして、「カフェー・パウリスタ」はコーヒー中心の多店舗展開で、「カフェー・ライオン」は美人女給を揃えたサービスで、それぞれ人気を博した。
大阪では1912年（明治45年）、旧川口居留地の大阪市西区川口町に「カッフェー・キサラギ」がオープンしている。またこの頃には、温めた牛乳を提供する「ミルクホール」も登場し、学生などに人気を博した。

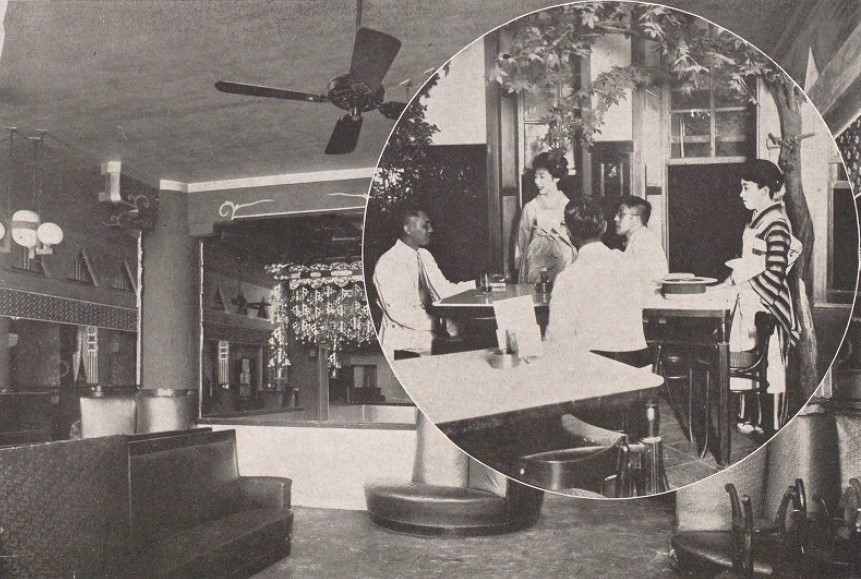
昭和初期に人気だった銀座カフェー・タイガー（円内）とカフェ・クロネコ（左）。クロネコの写真は寺をイメージした内装の部屋

昭和に入ると「飲食を提供しつつ女給のサービスを主体にした店」と、「あくまでコーヒーや軽食を主体とした店」への分化が進む。前者はそのまま「カフェー」または「特殊喫茶」「特殊飲食店」として、バーやキャバレーのような形で次第に風俗的意味合いを持つようになった。1929年（昭和4年）に「＜カフェ＞＜バー＞等取締要項」が、1933年（昭和8年）に「特殊飲食店取締規則」が出され規制の対象となった。一方、後者は「純喫茶」「喫茶店」と呼称されるようになり、現在の意味で言う「カフェ」として発展していくこととなる。
1933年（昭和8年）当時は、特殊飲食店が喫茶店の2倍を数えたものの、一般庶民にコーヒーが浸透しはじめ、1935年（昭和10年）には東京市だけで10,000店舗を数えるなど順調に増え続けサービスや提供形態の多様化が進んだ。多様化は地域の特性を育み、例えば銀座は高級感を売りに出した店舗が特徴として知られるようになり、神田は容姿端麗な女性給仕を揃えた学生を対象としたサービスを展開、神保町は落ち着いた雰囲気で本を読みながら過ごすスタイルが定着した。
喫茶店にも喫茶ガールと呼ばれる若い女性の給仕がいたが、カフェーの女給にように「さわったり喰ったり」する存在ではなかった。
戦前の喫茶店、カフェーや女給の姿は永井荷風や谷崎潤一郎の『痴人の愛』、広津和郎の『女給』、龍膽寺雄の『甃路スナップ 夜中から朝まで』、太宰治、林芙美子の『放浪記』、佐多稲子の『レストラン洛陽』、平林たい子の『砂漠の花』、宇野千代の『脂粉の顔』などの作品で様々に描き出されている。
しかし日中戦争が勃発し、戦時体制が敷かれるようになるとコーヒーは贅沢品に指定され、1938年（昭和13年）には輸入制限が始まった。第二次世界大戦がはじまると完全に輸入が禁止され、供給源を断たれた喫茶店は次々と閉店していった。そのような中でも大豆や百合根を原料とした代用コーヒーを用いて細々と経営を続ける店も見られた。またこうした事情を契機として、喫茶店から別業種へ業態転換した店も多く見られ、「千疋屋」「ウエスト」「コロンバン」「中村屋」などは業態転換が成功した代表例であるとされる。

### 戦後の喫茶店

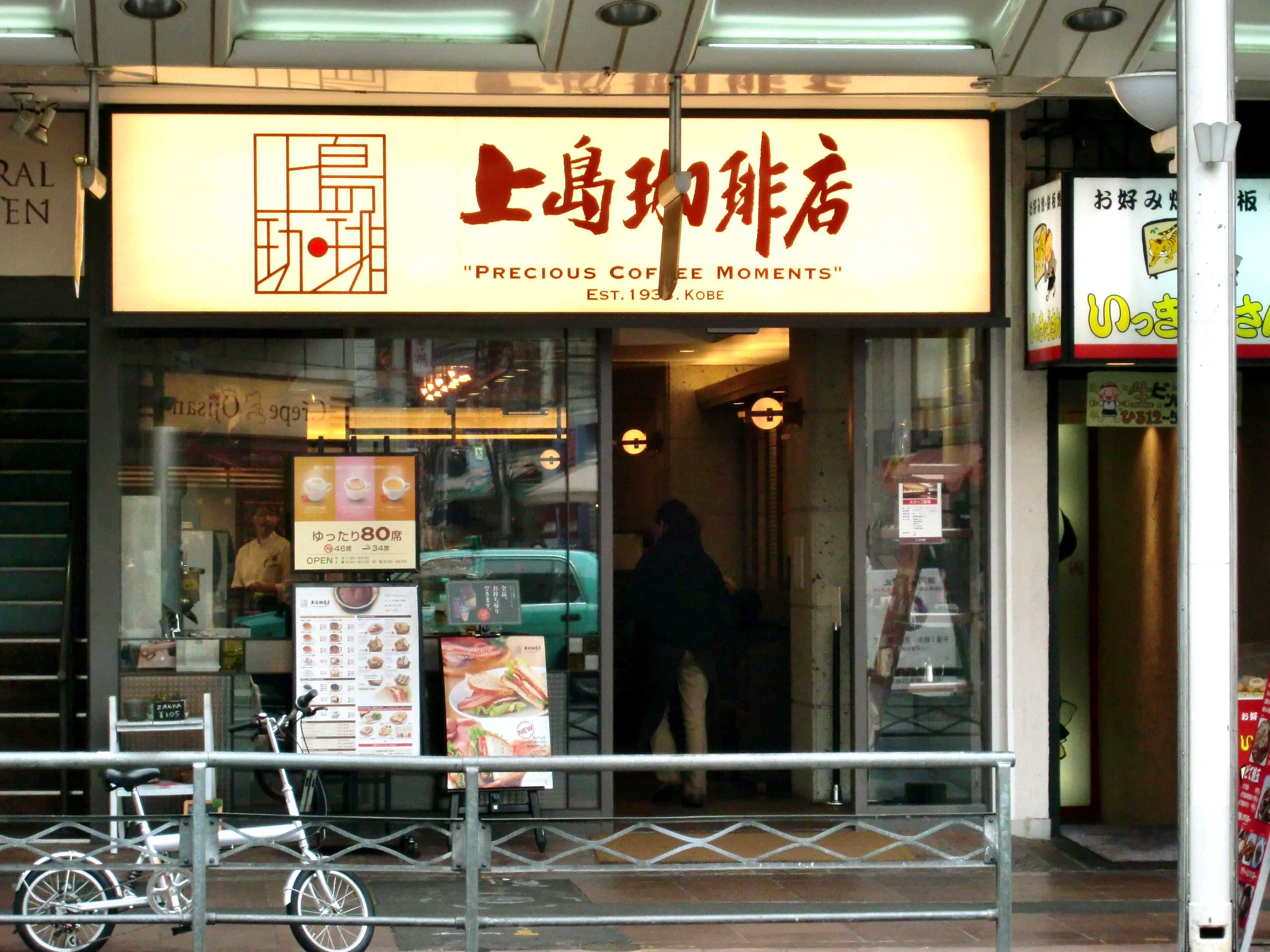
1933年（昭和8年）創業の上島珈琲店。

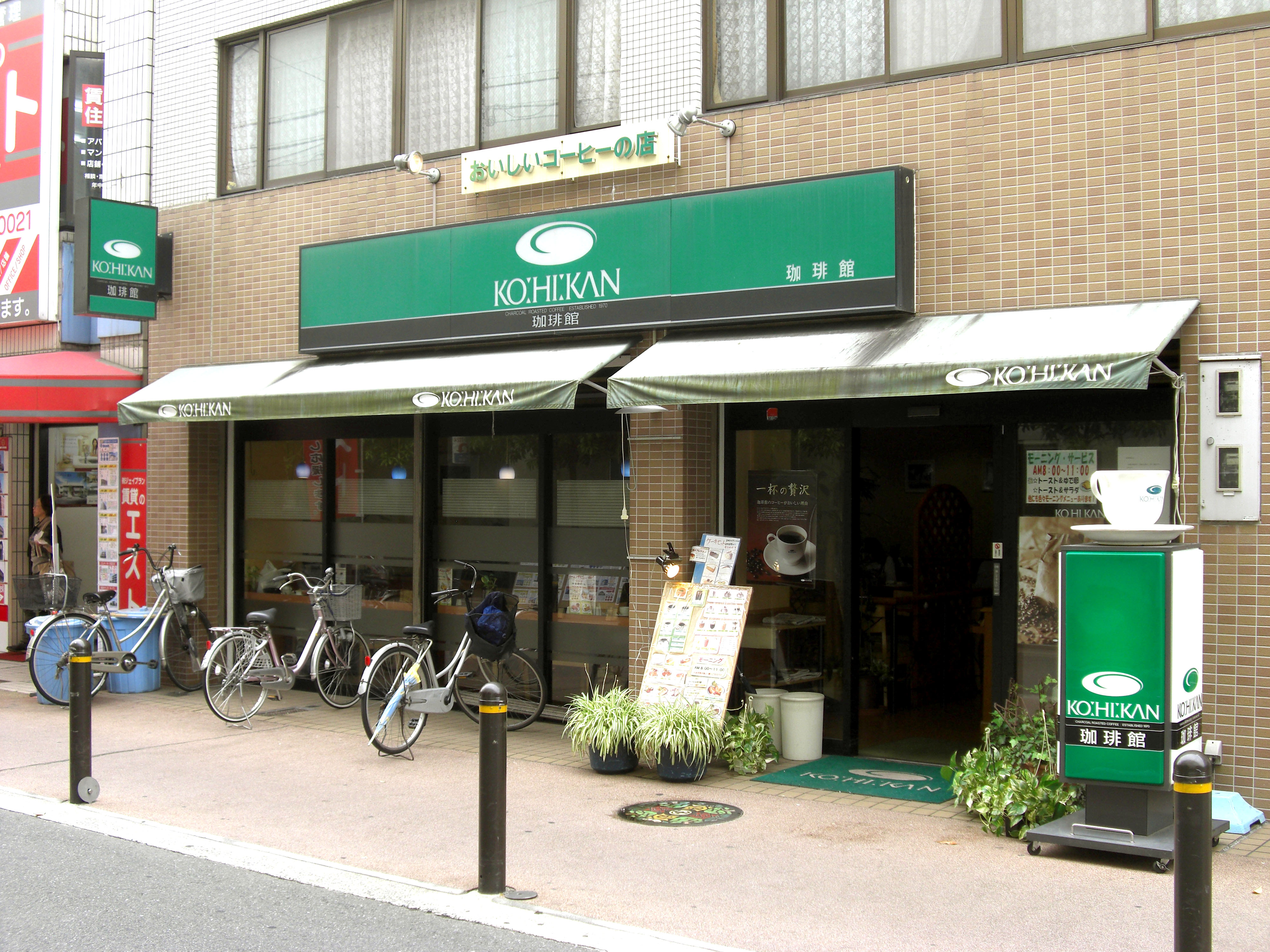
コーヒー専門店として1970年（昭和45年）に開業した珈琲館。

戦後の荒廃した日本で喫茶店が復活を見るのは1947年（昭和22年）頃からで、戦時下の代用コーヒーや米軍の放出品を用いたGIコーヒーなどが提供された。一般にコーヒーが再び広まるのは、輸入が再開された1950年（昭和25年）以降となる。こうした輸入豆はその需要のほとんどが喫茶店であったとみられる。戦後に世の中が平静を取り戻すにつれ、そのときのニーズや世情を取り込んだ様々な喫茶店が興亡した。
オリハラコーヒーの代表である折原烈男は当時を振返り、「輸入が再開されたコーヒーはその9割以上が喫茶店で消費されていた。そのほとんどは個人経営の喫茶店だった」と語っている。1960年代は個人経営の店が主流となり、店主のこだわりが店の個性として色濃く反映された喫茶店が人気を獲得した。
1970年代以降は、コーヒーを飲むという行為がより大勢の人に浸透し、「珈琲館」や「カフェ・ド・コロラド」といった珈琲専門チェーン店も登場した。 昭和40年代は個人経営の喫茶店、昭和50年代はコーヒー専門店、昭和60年代はセルフカフェ、平成8年以降はシアトル系カフェの時代とも言われる。

#### 深夜営業
例えば、1955年（昭和30年）までに終夜営業を行う深夜喫茶が登場。店内はボックスシートがカーテンで仕切られており、夜間の利用者はホテル代わりに使用した。このため、同年7月18日、東京都は深夜喫茶取締条例を作り、18歳未満の立入禁止、宿泊の禁止、室内照明の基準などを定めた。

#### 音楽系喫茶
「音楽系喫茶」と呼ばれる音楽と結びついた業態の喫茶店は、美輪明宏や金子由香利などを輩出した「銀巴里」や戸川昌子が開店した「青い部屋」に代表されるシャンソン喫茶、「ACB」「メグ」「灯」のようなジャズやロックの音楽演奏がサービスの主となったジャズ喫茶やロック喫茶、クラシック音楽のレコードを店内で聴かせる名曲喫茶、うたごえ運動と結びついた歌声喫茶、後年のディスコ・クラブに多大な影響を与えたゴーゴー喫茶やロカビリー喫茶など、多数の業態の店が誕生している。
コンポーネントステレオやLPレコードが個人にとってはまだ高価であった時代であり、喫茶店にはこうした音楽鑑賞を趣味とした庶民への場所貸しといった要素も強かった。そのため、住宅環境の改善や音楽媒体・再生機器の低価格化が進むにつれ、こうした業態の喫茶店の需要は無くなっていった。

#### 漫画喫茶とネットカフェ
1970年（昭和45年）頃、名古屋で漫画喫茶という業態の喫茶店が誕生する。雑誌やコミックを多数取り揃え自由に読ませる形式が広く受け入れられ、ブームを巻き起こした。当初の漫画喫茶はフルサービスの店が主流で、入退店時刻を店側が管理し、規定時間を超えた場合はもう1品注文して貰うといった方式が一般的であった。
さらに1995年（平成7年）以降のインターネットの普及に伴い、こうした店は漫画のほか、インターネットカフェのサービスも提供するようになる。全国にチェーン展開されるとパーソナル化が進行し、現在に見られる簡易な間仕切りが施されたセルフサービスタイプの店舗が一般化した。

#### セルフカフェの登場

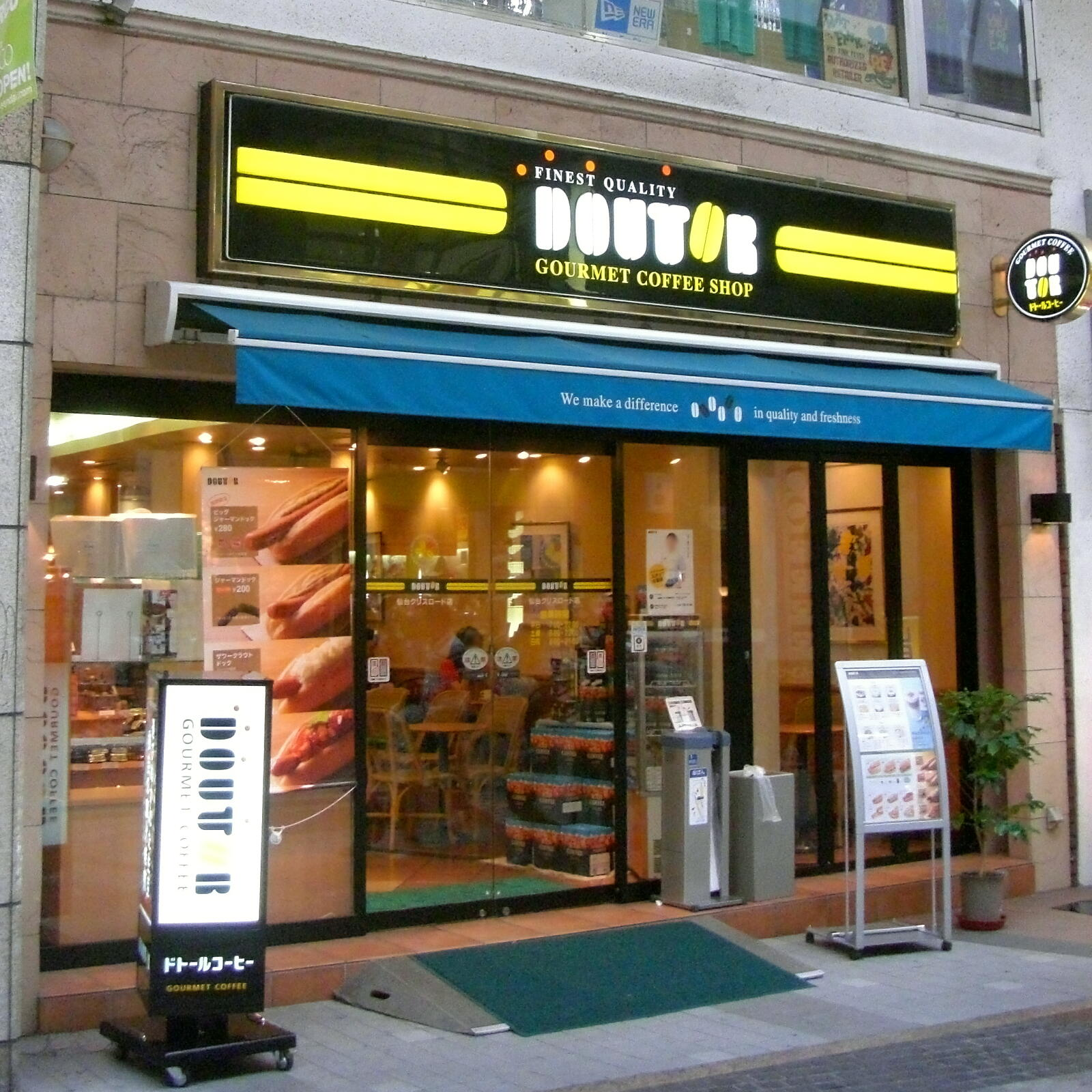
セルフカフェ文化の先駆けとなったドトールコーヒー。

やがて時代の流れが速くなり「喫茶店でのんびり」といった行為が見られなくなると、細切れに空いた時間を活用したいという客のニーズに合わせた、従来の喫茶店に変わるセルフサービスのカフェが主流となった。
そうしたカフェの文化概念を日本で確立し定着させたのは、鳥羽博道が1962年（昭和37年）に設立した「ドトールコーヒー」である。ただし、セルフサービス方式の飲食店は、1970年第1号店開店のケンタッキーフライドチキン、1971年第1号店開店のマクドナルドやミスタードーナツといったファーストフードによって既に浸透しており、ドトールの「セルフカフェ」が定着したのは1980年代後半のことである。
セルフカフェが定着していた日本に、1996年（平成8年）に進出してきた「スターバックス」は、いわゆる「シアトル系コーヒー」をもたらした。スターバックスのメニューや提案は、特に女性に支持された。スターバックスは、日本に上陸してわずか10年で業界最大手であったドトールコーヒーの売上を上回り、一躍業界最大手に躍り出たことでも知られる。続いて日本に進出して来た「タリーズコーヒー」「シアトルズベストコーヒー」と合わせて「シアトル御三家」とも呼ばれる。

#### 喫茶店の減少
2000年代に入ると、喫茶店業界全体を見ると後退の一途であり、1981年（昭和56年）には154,630店を数えた喫茶店は、2014年（平成26年）には69,977店と約半減している。
以下の表は、2009年に全日本コーヒー協会が発表した『コーヒーの需要動向に関する基本調査』において、1週間あたりのコーヒー飲用杯数を飲用場所別に集計したものである。コーヒー全体の総飲用量が増加傾向にあるにもかかわらず、喫茶店での飲用量は下降している。
その要因として、ファーストフード店の競合やコンビニエンスストアの台頭など外食産業の多様化があるとみられる。特にコンビニを中心として展開されるチルドカップコーヒーが年々その市場規模を拡大している。
| 年                 | 家庭・職場 | レストラン等 | 喫茶店・カフェ | その他 |
| ------------------ | ---------- | ------------ | -------------- | ------ |
| 1983年（昭和58年） | 6.80       | 0.10         | 1.10           | 0.50   |
| 1985年（昭和60年） | 7.22       | 0.10         | 1.05           | 0.65   |
| 1990年（平成2年）  | 7.99       | 0.11         | 0.88           | 0.92   |
| 1996年（平成8年）  | 8.96       | 0.18         | 0.69           | 0.96   |
| 2000年（平成12年） | 9.47       | 0.17         | 0.52           | 0.88   |
| 2002年（平成14年） | 8.77       | 0.14         | 0.34           | 0.76   |
| 2004年（平成16年） | 9.11       | 0.12         | 0.38           | 0.76   |
| 2006年（平成18年） | 9.16       | 0.11         | 0.33           | 0.93   |